# Ернест Волтон
Ернест Томас Синтон Волтон (енгл. Ernest Thomas Sinton Walton; Ебисајд, 6. октобар 1903 – 25. јун 1995) био је ирски физичар који је уз Џона Кокрофта добио Нобелову награду за физику 1951. године „за пионирски рад на пољу трансмутације атомског језгра путем вештачки убрзаних атомских честица”. Он је прва особа у историји која је расцепила атом.

## Ране године
Ернест Волтон је рођен у Абисајду, Дунгарван, округ Вотерфорд, од оца методистичког свештеника, свештеника Џона Волтона (1874–1936) и Ане Синтон (1874–1906). У то време, породица општег свештеника селила се једном у три године, и ова пракса је одвела Ернеста и његову породицу, док је био мало дете, у Раткил, округ Лимерик (где му је умрла мајка) и у округ Монаган. Похађао је дневне школе у окрузима Дон и Тајрон, и на Весли колеџу у Даблину пре него што је 1915. постао станар на Методистичком колеџу у Белфасту, где се истакао у науци и математици.
Године 1922, Волтон је добио стипендију на Тринити колеџу у Даблину за студије математике и науке, а потом је био изабран за стипендисту фондације 1924. Он је добио диплому и магистратуру на Тринитију 1926. и 1927. године. Током ових година на колеџу, Волтон је добио бројне награде за изврсност у физици и математици (укупно седам награда), укључујући стипендију Фондације 1924. Након дипломирања добио је 1851. истраживачку стипендију Краљевске комисије за изложбу из 1851. године и примљен је као истраживачки студент на Тринити колеџу у Кембриџу, под надзором сер Ернеста Радерфорда, директора Кевендиш лабораторије Универзитета Кембриџ. У то време у лабораторији у Кевендишу била су четири добитника Нобелове награде, а појавило се још пет, укључујући Волтона и Џона Кокрофта. Волтон је добио докторат 1931. и остао је на Кембриџу као истраживач до 1934. године.
Током раних 1930-их Волтон и Џон Кокрофт су сарађивали на изградњи апарата који цепа језгра литијумових атома бомбардујући их струјом протона убрзаних унутар високонапонске цеви (700 киловолти). Цепањем литијумових језгара су произведена језгра хелијума. Наставили су да користе бор и угљеник као мете за своје експерименте 'дезинтеграције', и да извештавају о вештачки изазваној радиоактивности. Ови експерименти су обезбедили верификацију теорија о атомској структури које су раније предложили Радерфорд, Георг Гамов и други. Успешан апарат – врста акцелератора честица који се сада зове Кокрофт-Валтонов генератор – помогао је да се започне ера експерименталне нуклеарне физике засноване на акцелераторима честица. Управо је ово истраживање на Кембриџу раних 1930-их донело Волтону и Кокрофту Нобелову награду за физику 1951. године.

## Каријера на Тринити колеџу у Даблину
Ернест Волтон се вратио у Ирску 1934. да би постао члан Тринити колеџа у Даблину на одсеку за физику, а 1946. је именован за Ерасмус Смитовог професора природне и експерименталне филозофије. Волтонова предавања су сматрана изванредним, јер је имао способност да представи компликоване ствари једноставним и лако разумљивим терминима. Његови истраживачки интереси су се се одвијали са веома ограниченим ресурсима, али је ипак био у могућности да обавља истраживања током краја 1950-их, фосфоресцентни ефекат у наочарима, секундарне емисије електрона са површина под бомбардовањем позитивним јонима, радиокарбонско датирање и бројање на ниском нивоу, и наношење танких филмова на стакло.
Волтон је био повезан са Даблинским институтом за напредне студије више од 40 година, где је дуго био у управном одбору Школе за космичку физику и у савету Института. Након смрти Џона Ј. Нолана 1952. године, инаугурационог председника Школе космичке физике, Волтон је преузео ту улогу и служио на тој позицији до 1960. године, када га је наследио Џон Х. Пул.

## Касније године и смрт
Иако се повукао са Тринити колеџа у Даблину 1974. године, задржао је своју везу са одсеком за физику у Тринитију све до своје последње болести. Непосредно пре смрти, обележио је своју доживотну оданост Тринитију уручујући своју Нобелову медаљу и цитат колеџу. Ернест Валтон је умро у Белфасту 25. јуна 1995. године у 91. години. Сахрањен је на гробљу Динсгрејнџ у Даблину.

## Породични живот
Ернест Волтон се 1934. оженио са Винифред Вилсон, ћерком методистичког свештеника. Њихово четворо деце су Алан Волтон (физичар на Универзитету у Кембриџу), Маријан Вудс, Филип Волтон (професор примењене физике, NUI Галвеј) и Џин Кларк. Он је служио у одбору Весли колеџа у Даблину.

## Религијски погледи
Одгајан као методиста, Волтон је описан као особа која је била снажно посвећен хришћанској вери. Он је држао предавања о односу науке и религије у неколико земаља након што је добио Нобелову награду, и подстицао је напредак науке као начин да се сазна више о Богу.

Цитиран је Валтон који каже:
„Један од начина да научите ум Створитеља јесте проучавање Његове креације. Морамо дати Богу комплимент проучавањем Његовог уметничког дела и то би требало да важи за све области људске мисли. Одбијање да поштено користимо нашу интелигенцију је чин презира према Ономе који нам је дао ту интелигенцију.”— В. Џ. Макбриерти (2003)
Волтон је био заинтересован за теме о влади и цркви, а након његове смрти, организација Хришћани у науци Ирске је успоставила Волтонова предавања о науци и религији (иницијатива слична Бојловим предавањима). Дејвид Вилкинсон, Денис Александер и други држали су Волтонова предавања на универзитетима широм Ирске.
Заједно са Локлајн О'Рехфертејгом и Мајклом Фрајом, Валтон је помогао у оснивању ирске Пагвош групе, противећи се трци нуклеарног наоружавања.

## Почасти
Волтон и Кокрофт су 1938. добили Хјузову медаљу Краљевског друштва у Лондону. У много каснијим годинама – углавном након његовог пензионисања 1974. – Волтон је добио почасне дипломе или признања од бројних ирских, британских и северноамеричких институција.
„Валтон Козвеј Парк” у Валтоновом родном Дангарвану је посвећен у његову част, а сам Валтон је присуствовао церемонији 1989. године. Након његове смрти, Ватерфордски институт за технологију назвао је зграду ЕТС Валтон зграда и постављена је плоча на локацији његовог родног места.